# Diplothylacus thalamitae
Diplothylacus thalamitae is een krabbezakjessoort uit de familie van de Thompsoniidae. De wetenschappelijke naam van de soort is voor het eerst geldig gepubliceerd in 1993 door Høeg & Lützen.